# Prasinocyma prouti
Prasinocyma prouti là một loài bướm đêm trong họ Geometridae.